# Christina Hellman
Christina Hellman, född Kristina Margareta Hellman 16 september 1942 i Norrköpings Sankt Olai, är en svensk skådespelare.
Hon utexaminerades 1967 från Statens scenskola i Malmö, där hon gick i samma klass som bland andra Stig Engström, Sten Ljunggren och Barbro Oborg Hon tillhörde därefter Norrköping-Linköping stadsteaters fasta ensemble 1967-1972.

## Filmografi
- 1972 – Firmafesten
- 1973 – Bröllopet
- 1974 – Jorden runt med Fanny Hill
- 1976 – Bel Ami
- 1982 – Polisen som vägrade svara (TV-serie)
- 1982 – Flickan som inte kunde säga nej (TV-serie)
- 1985 – En ettas dagbok (TV-serie)
- 1986 – Våren i sjuan (TV-serie)
- 1992 – Rederiet (TV-serie)
- 1996 – Anna Holt – polis

## Teater

### Roller (ej komplett)
| År   | Roll               | Produktion | Regi                 | Teater                           |             |
| ---- | ------------------ | --- | -------------------- | -------------------------------- | ----------- |
| 1967 | Greta              | Den sönderslagna krukan Heinrich von Kleist | Sture Ericson        | Norrköping-Linköping stadsteater |             |
| 1967 | Oreaden            | Himmelrikets nycklar eller Sankte Per vandrar på jorden August Strindberg                                                                           | Johan Falck          | Norrköping-Linköping stadsteater |             |
| 1967 | Anna Page          | Muntra fruarna i Windsor William Shakespeare | Lars Gerhard Norberg | Norrköping-Linköping stadsteater |             |
| 1968 |                    | Spelman på taket Joseph Stein, Jerry Bock och Sheldon Harnick                                                                                       | John Zacharias       | Norrköping-Linköping stadsteater |             |
| 1968 |                    | ”SOS” eller Sanningen Om Säkerheten Tore Zetterholm                                                                                                 | Lars Gerhard Norberg | Norrköping-Linköping stadsteater |             |
| 1968 | Pina               | Biografi Max Frisch | Torsten Sjöholm      | Norrköping-Linköping stadsteater |             |
| 1969 | Felicity           | Den verklige kommissarie Schäfer Tom Stoppard | Torsten Sjöholm      | Norrköping-Linköping stadsteater |             |
| 1969 |                    | Vem har rätt? Tom Lagerborg och Martha Vestin | Riber Björkman       | Norrköping-Linköping stadsteater |             |
| 1969 | Ala                | Tango Slawomir Mrozek | Torsten Sjöholm      | Norrköping-Linköping stadsteater |             |
| 1970 |                    | Blodsbröllop Federico García Lorca | Lars-Erik Liedholm   | Norrköping-Linköping stadsteater |             |
| 1970 |                    | En skön tanke Sonja Åkesson, Tage Danielsson, Sandro Key-Åberg, Björn Håkanson, Göran Palm, Jan Myrdal, Inga Lindsjö, Gunnar Ohrlander, Sven Andrén | Evert Lindberg       | Norrköping-Linköping stadsteater |             |
| 1970 | Hanna              | Ut med språket Václav Havel | Lars Gerhard Norberg | Norrköping-Linköping stadsteater |             |
| 1970 | Oria               | Venetianskan Okänd medeltidsförfattare | Hans Elfvin          | Norrköping-Linköping stadsteater |             |
| 1970 | Jane               | Vår man i Madras Gert Hofmann | Evert Lindberg       | Norrköping-Linköping stadsteater |             |
| 1970 | Katia              | En månad på landet Ivan Turgenev | John Zacharias       | Norrköping-Linköping stadsteater |             |
| 1970 |                    | Bland stubbar och troll Staffan Westerberg | Hans Elfvin          | Norrköping-Linköping stadsteater |             |
| 1971 | Ängeln             | Celebration Tom Jones och Harvey Schmidt | John Zacharias       | Norrköping-Linköping stadsteater |             |
| 1971 |                    | Den starkare August Strindberg | Kim Procopé          | Norrköping-Linköping stadsteater |             |
| 1972 |                    | Canterburysägner Martin Starkie, Nevill Coghill, Richard Hill och John Hawkins                                                                      | Torsten Sjöholm      | Norrköping-Linköping stadsteater |             |
| 1972 | Apotekarens hustru | Välkommen Allan Edwall | Lars Gerhard Norberg | Norrköping-Linköping stadsteater |             |
| 1972 | Helena             | En midsommarnattsdröm | William Shakespeare  |                                  | Riksteatern |
| 1973 |                    | Den girige Molière | Bertil Lundén        | Riksteatern                      |             |
| 1974 |                    | Mina sånger de ska leva Mikis Theodorakis | Pi Lind              | Nya Komediteatern/ Riksteatern   |             |
| 1975 | Lucy               | Tolvskillingsoperan Bertolt Brecht och Kurt Weill                                                                                                   | Claes Fellbom        | Riksteatern                      |             |
| 1989 | Larissa            | Kvinnornas Decamerone Julia Voznesenskaja | Lars Rudolfsson      | Orionteatern                     |             |